# Rupea
Rupea (en allemand : Reps, en hongrois : Kőhalom) est une ville du județ de Brașov, en Transylvanie, Roumanie. Elle compte 5 800 habitants.

## Histoire

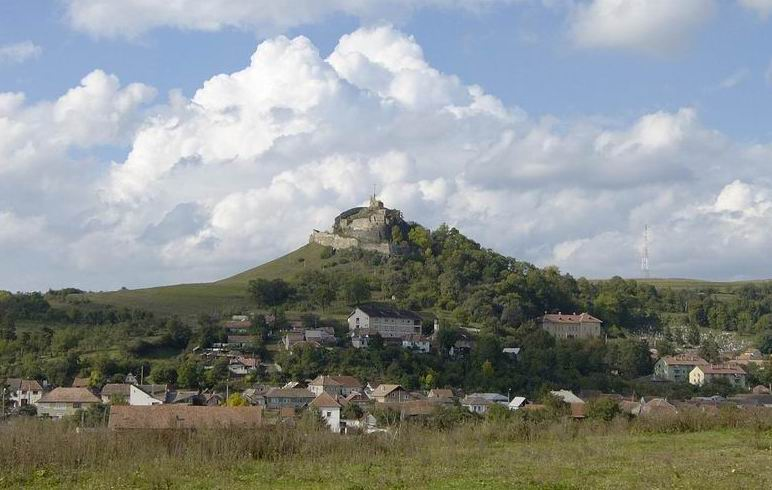
La ville et la citadelle de Rupea.

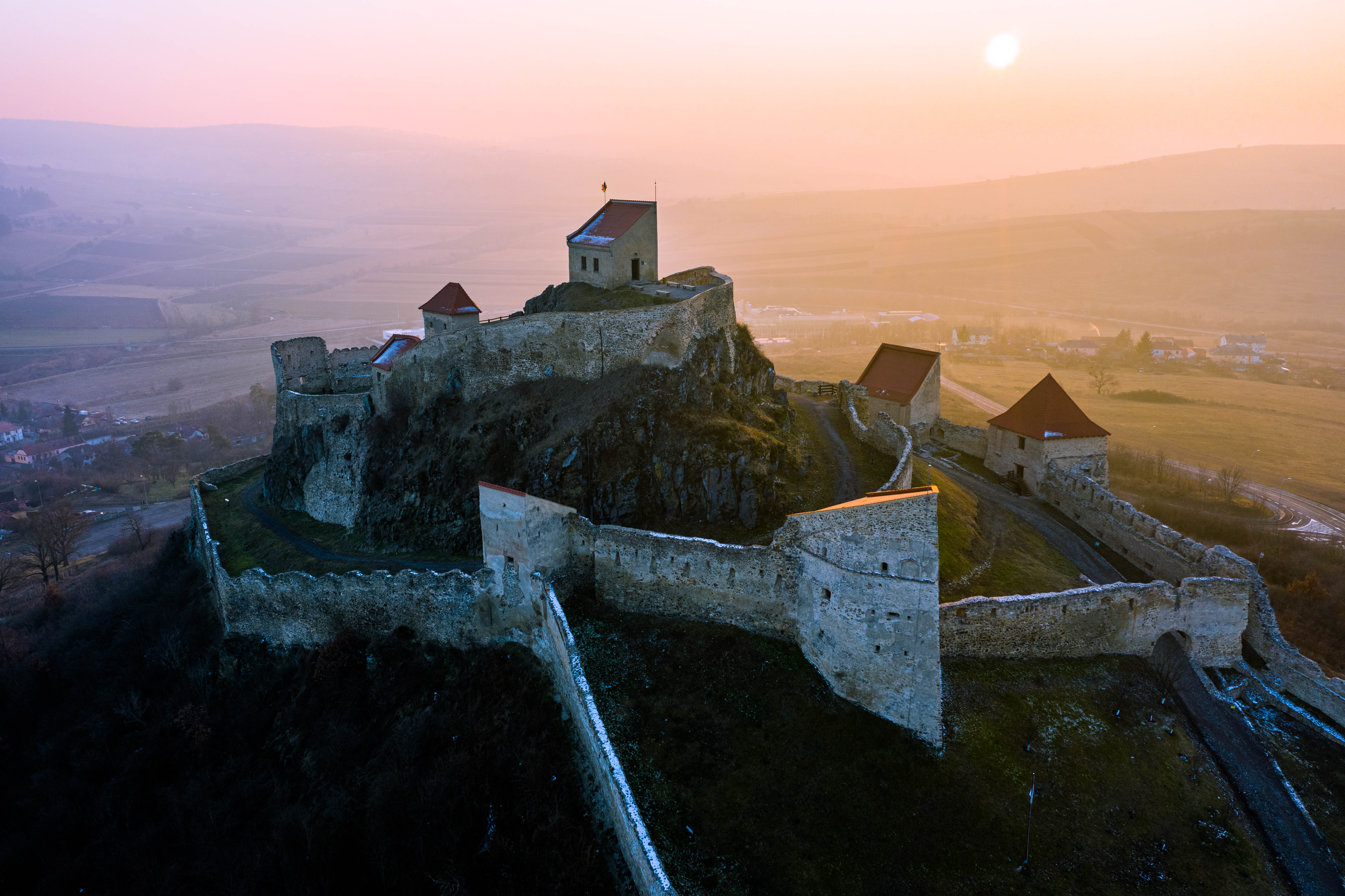
La citadelle de Rupea. Janvier 2020.

Le nom actuel de la ville vient du latin Rupes (« roche ») qui était le nom d'un camp romain construit sur l'endroit où se trouve l'actuelle citadelle médiévale. Il est à remarquer que le camp romain a été à son tour construit sur une forteresse dace plus ancienne, nommée Rumidava.
La citadelle de Rupea fut construite aux XIVe et XVIIe siècles et comportait quatre murs d'enceinte et plusieurs tours et bastions. Aujourd'hui elle a été rénovée et accessible facilement à la visite.
L'église de Rupea fut construite en style gothique aux XIVe et XVIe siècles. Elle abrite des valeureuses peintures murales.

## Démographie

### Ethnies
| Année, | Roumains | Roumains | Hongrois | Hongrois | Allemands | Allemands | Roms | Roms | Autres | Autres |
| Année, | Nb       | %        | Nb       | %        | Nb        | %         | Nb   | %    | Nb     | %      |
| ------ | -------- | -------- | -------- | -------- | --------- | --------- | ---- | ---- | ------ | ------ |
| 1850   | 837      | 25,30    | 17       | 0,51     | 2 084     | 63,00     | 316  | 9,55 | 54     | 1,63   |
| 1920   | 1 509    | 43,11    | 232      | 6,63     | 1 743     | 49,80     | –    | –    | 16     | 0,46   |
| 1930   | 1 505    | 40,77    | 507      | 13,74    | 1 637     | 44,35     | 20   | 0,54 | 22     | 0,60   |
| 1941   | 1 599    | 43,45    | 323      | 8,78     | 1 595     | 43,34     | –    | –    | 1      | 0,03   |
| 1956   | 2 532    | 53,98    | 602      | 12,83    | 1 385     | 29,52     | 162  | 1,47 | 103    | 2,20   |
| 1966   | 3 393    | 54,38    | 1 443    | 23,13    | 1 327     | 21,27     | 69   | 1,11 | 8      | 0,13   |
| 1977   | 3 617    | 54,47    | 1 502    | 22,62    | 1 269     | 19,11     | 242  | 3,64 | 10     | 0,15   |
| 1992   | 4 331    | 68,46    | 1 428    | 22,57    | 193       | 3,05      | 371  | 5,86 | 3      | 0,05   |
| 2002   | 4 063    | 70,55    | 1 245    | 21,62    | 110       | 1,91      | 338  | 5,87 | 3      | 0,05   |
| 2011   | 3 591    | 68,28    | 975      | 18,54    | 82        | 1,56      | 380  | 7,23 | 231    | 4,39   |